# الدوري الإيطالي الدرجة الثانية 1942–43
الدوري الإيطالي الدرجة الثانية 1942–43 (بالإيطالية: Serie B 1942-1943)‏ هو موسم من الدوري الإيطالي الدرجة الثانية. أقيم خلال الفترة 3 أكتوبر 1942 وحتى 6 يونيو 1943، وكان عدد الأندية المشاركة فيه 17، وفاز فيه نادي مودينا.